# Ask.fm
Ask.fm is een internationale sociaalnetwerksite waar gebruikers antwoorden op vragen die aan hen gesteld worden. De website werd in Riga (Letland) opgericht als concurrent van Formspring.
De website kwam in 2013 in opspraak door gevallen van cyberpesten waarvan sommige tot zelfmoord leidden. Het antwoord van de sitebeheerders was dat, aangezien ze niet over een meldknop beschikten, ze moderatoren inschakelden om cyberpesten te beteugelen.